# Бруно от Вюрцбург
Бруно от Вюрцбург (на немски: Bruno von Würzburg, Bruno von Kärnten; * ок. 1005, † 27 май 1045, дворец Персенбойг, Долна Австрия) от франкската Салическа династия, е от 1027 до 1034 г. канцлер за Италия и от 14 април 1034 г. епископ на Вюрцбург.

## Произход и управление
Бруно е вторият син на херцог Конрад I от Каринтия († 1011) и на Матилда Швабска († 1032) от род Конрадини, и така братовчед на император Конрад II. По-големият му брат е херцог Конрад II от Каринтия († 1039).
За Хайнрих III той съдейства за Агнес Поатиенска. Бруно го придружава в похода му в Унгария и умира по време на банкет при графиня Рихлинда фон Еберсберг след срутването на тавана в залата на дворец Персенбойг на Дунав в днешна Долна Австрия.
При Бруно от 1040 г. се започва строежът на катедралата „Св. Килиан“ във Вюрцбург, където го погребват на 16 юни 1045 г.
В католическата църква той е честван на 27 май.

## Галерия
- Бруно, епископ на Вюрцбург, на прозорец на църквата Лизинг
- Статуя на Свети Бруно на стария мост на Майн, Вюрцбург